# Shinji Hosokawa
Shinji Hosokawa –en japonés, 細川 伸二, Hosokawa Shinji– (Ichinomiya, 2 de enero de 1960) es un deportista japonés que compitió en judo.
Participó en dos Juegos Olímpicos de Verano en los años 1984 y 1988, obteniendo dos medallas, oro en Los Ángeles 1984 y bronce en Seúl 1988. Ganó dos medallas en el Campeonato Mundial de Judo en los años 1985 y 1987.

## Palmarés internacional
| Juegos Olímpicos   | Juegos Olímpicos             | Juegos Olímpicos  | Juegos Olímpicos |
| Año                | Lugar                        | Medalla           | Categoría        |
| ------------------ | ---------------------------- | ----------------- | ---------------- |
| 1984               | Los Ángeles (Estados Unidos) | Medalla de oro    | –60 kg           |
| 1988               | Seúl (Corea del Sur)         | Medalla de bronce | –60 kg           |
| Campeonato Mundial |                              |                   |                  |
| Año                | Lugar                        | Medalla           | Categoría        |
| 1985               | Seúl (Corea del Sur)         | Medalla de oro    | –60 kg           |
| 1987               | Essen (RFA)                  | Medalla de plata  | –60 kg           |